# Ángel Pagán
Ángel Manuel Pagán (Río Piedras, 2 de julio de 1981) es un ex jardinero de béisbol profesional puertorriqueño. Jugó en las Grandes Ligas de Béisbol (MLB) para los Chicago Cubs, los New York Mets y los San Francisco Giants. 
El contrato original de Pagán en Major League Baseball (MLB) era con los Mets de Nueva York, pero fue transferido a los Cachorros de Chicago cuando compraron su contrato. Pagán fue traspasado a los Mets antes de la temporada 2008. En diciembre de 2011 fue cambiado a los Gigantes de San Francisco por Andrés Torres y Ramón Ramírez. Si bien principalmente fue un jardinero central a lo largo de su carrera, Pagan hizo la transición al jardín izquierdo en 2016.

## Trayectoria

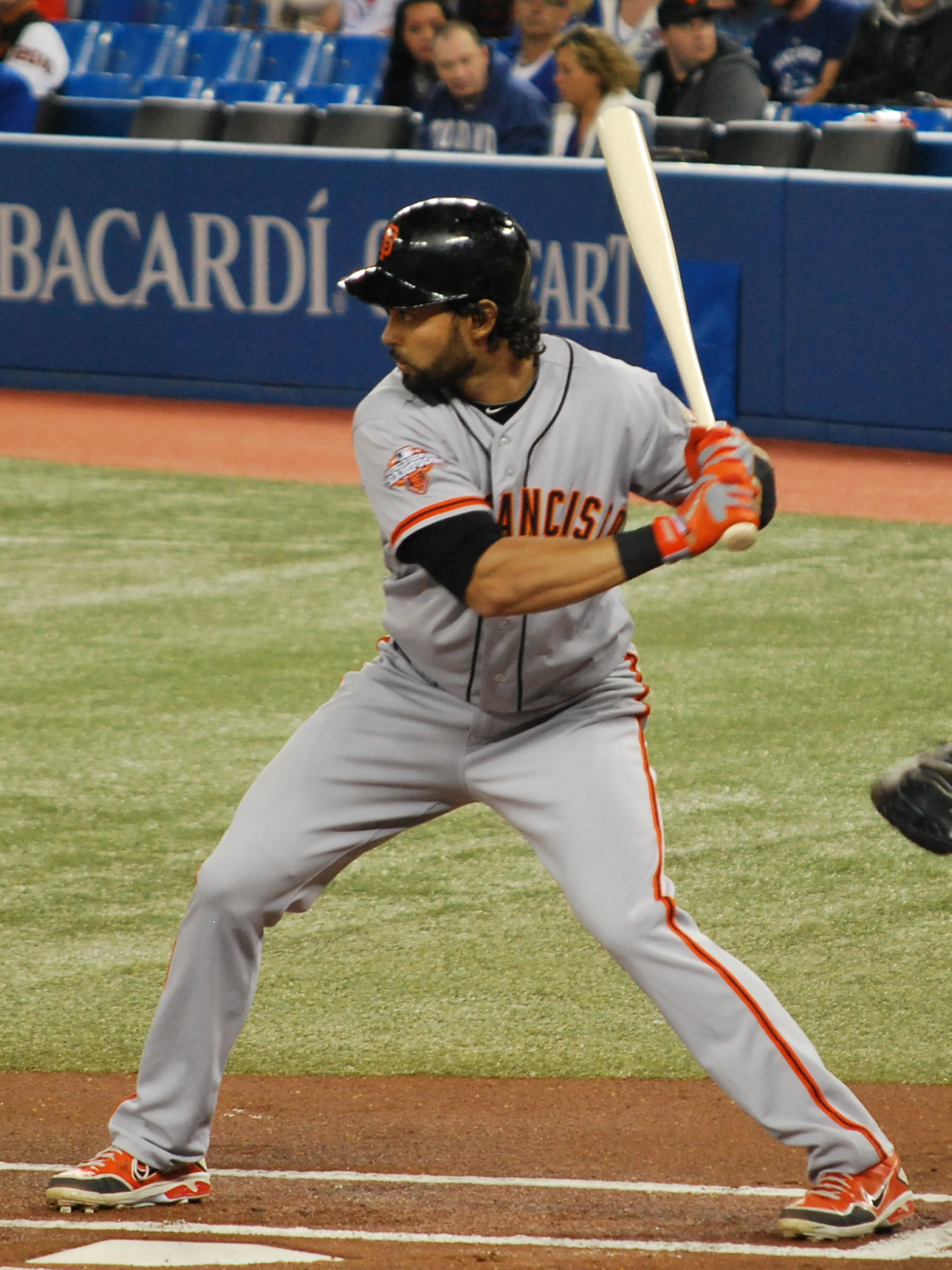
Ángel Pagan con los San Francisco Giants, en mayo de 2013.

Pagán jugó béisbol en Indian River Community College antes de ser reclutado en la cuarta ronda por los Mets de Nueva York en 1999. Estuvo seis años en la organización de este club. En enero de 2006, se mudó a los Cachorros de Chicago, donde debutó el 3 de abril de 2006 en un partido contra los Rojos de Cincinnati, anotando dos strikes, una carrera impulsada y dos carreras. El 2 de julio de 2006, en su 25 cumpleaños en un juego de interligas con los Medias Blancas de Chicago, anotó su primer y segundo jonrón en la MLB.
En enero de 2008, como parte del intercambio de jugadores, se fue a los New York Mets. El 1 de agosto de 2009, en una victoria de los Mets por 9–6 sobre los Diamondbacks de Arizona, anotó su primer grand slam de la MLB en la segunda mitad de la octava entrada con 5–5 y anotó 5 carreras impulsadas, el máximo de su carrera. El 23 de agosto de 2009, en un encuentro con los Filis de Filadelfia, anotó dos jonrones, uno de ellos dentro del parque. El 19 de mayo de 2010, en un juego contra los Nacionales de Washington, anotó su primer jonrón en el Parque Nacional y el segundo jonrón dentro del parque de su carrera, y también inició un triple out, el décimo en la historia de los Mets de Nueva York. En diciembre de 2011, como parte del intercambio de jugadores, se fue a los Gigantes de San Francisco, firmando un contrato por un año.
En la temporada 2012, rompió el récord del club de más triples (15) y también jugó en todos los juegos de la Serie Mundial en los que los Giants derrotaron a los Detroit Tigers 4-0. En diciembre de 2012, firmó un nuevo contrato de cuatro años por valor de 40 millones de dólares. En marzo de 2013, jugó en el torneo Clásico Mundial de Béisbol, donde el equipo de Puerto Rico obtuvo el segundo lugar. El 25 de mayo de 2013, contra los Colorado Rockies, anotó el tercer jonrón dentro del parque que ganó su carrera; es el primer jonrón de salida dentro del parque anotado por un jugador de los Giants desde 1931. El contrato se volvió oficial el 7 de diciembre de 2012.